# Centrostephanus besnardi
Centrostephanus besnardi is een zee-egel uit de familie Diadematidae.
De wetenschappelijke naam van de soort werd in 1955 gepubliceerd door Bernasconi.